# Малиново (Удмуртия)
Малиново — деревня в Завьяловском районе Удмуртской Республики Российской Федерации. Входит в Ижевскую агломерацию.

## География
Находится в 9 км к западу от центра Ижевска и в 21 км к северо-западу от Завьялово. С западной окраины находятся садоводческие некоммерческие товарищества: Ижсталь-1, Ижсталь-2, Малиновка (ПО Ижмаш).  В пешей доступности (Вараксинский бульвар) микрорайон Липовая Роща (Ленинский район, Ижевск). Фактически деревня слилась с населёнными пунктами Вараксино, Истомино. 

## История
До 25 июня 2021 года входила в состав Вараксинского сельского поселения, упразднённое в связи с преобразованием муниципального района в муниципальный округ.

## Население
| 2010 | 2012 |
| ---- | ---- |
| 165  | ↘163 |

## Инфраструктура
Большая часть жителей вовлечена в экономику Ижевска в форме маятниковой миграции.  
Больше количество инфраструктурных объектов — в с. Вараксино. Там находится средняя общеобразовательная школа № 26 с углубленным изучением отдельных предметов.

## Транспорт
Автодорога местного значения — Шабердинский тракт. Ближайшая остановка общественного транспорта — «Малиново».